# 2010年钓鱼岛问题相关示威活动
2010年钓鱼岛问题相关示威活动（日語：2010年尖閣諸島抗議デモ）是指2010年10月至12月期间中日两国部分官方和民间组织在各地举行的抵制、抗议等示威活动。外界普遍認為該游行與中日撞船事件事件有關。

## 中国大陆

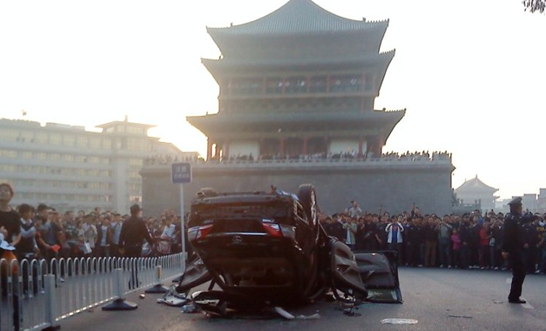
西安的游行中被砸毁的车辆

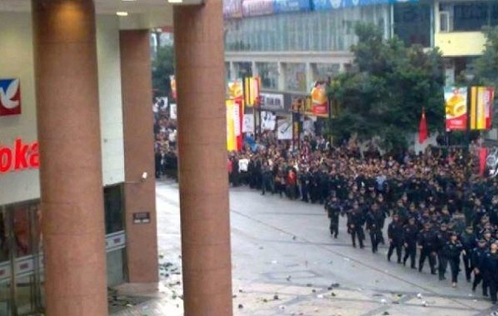
成都的反日示威

### 西安
10月16日13时，西安部分高校学生在大雁塔北广场聚集，随后沿长安路向钟楼方向行进，打着“还我钓鱼岛”、“抵制日货”等横幅，呼喊口号，举行游行活动。途中，人数逐渐增加。游行的先头队伍通过钟楼时，引起大量群众围观，造成该区域交通阻塞。游行期间一些路边的日本汽车遭到砸毁，索尼专卖店招牌遭示威者拆下，索尼，佳能等日本专卖店被砸。
事发后，当地政府迅速调集力量，加强交通管理疏导，劝导学生文明理性有序表达意愿，不要参与未经批准的游行活动，保持和维护社会大局的稳定，严防有人乘机制造事端。18时许，西安的游行群众开始有序散离，交通受阻区域恢复正常秩序。
之后的一个周末，西安政府禁止西安境内的中学休息，并在各个高校周围安排交警岗哨半月以上。

### 成都
有個別反日本之激進人士把漢服誤作和服，而把穿著漢服者身上之服裝脫掉並燒毀。
成都市的游行示威持续了数日，期间出现打砸抢行为，个别地方发生骚乱。武警及军队进驻天府广场维持社会秩序。成都各高校已全部宣布戒严，禁止学生离开校园。四川大学发布规定称若发现有学生参与或围观游行示威等活动，则以“一票否决制”取消奖学金及保研资格，党员则开除党籍。

### 郑州
10月16日，大批游行人员围绕市中心游行，打着"抵制日货，还我钓鱼岛”、“中国的首要任务就是让日本在世界上消失”的口号，还说“这是我们九零后的声音”。

### 宁波
10月16日，天一广场有示威者焚烧日本国旗。警察带走数人。

### 绵阳
10月17日，在四川绵阳高校学生组织万人抗议示威活动。上午11时起，学生举着“还我钓鱼岛”、“抵制日货”等标语，沿临园大道向绵阳火车站行进。游行中，味千拉面、松下电器等日资企业被石块等杂物袭击。 但其实味千拉面是由味千（中国）控股有限公司经营的，属于港资并非日资。也有人攻击日资车厂生产的汽车。下午18时后，游行学生逐渐撤离。

### 武汉
10月18日，湖北武汉有约1000名学生和市民自鲁巷广场开始游行示威，示威者手持国旗、唱国歌，并高喴抵制日货的口号。一些情绪激动的示威者袭击了一些日企的店铺，马路上的一些日产轿车也遭到了砸毁。而武汉的各大学则发出禁令，禁止学生上街参加反日游行。

### 德阳
2010年10月23日，继16日游行以来的第二波游行示威高潮，在四川的德阳进行了游行。

### 兰州、宝鸡与南京
2010年10月24日，在甘肃兰州，陕西宝鸡发生了反日游行示威活动，江苏南京有近100多名青年企图游行，但在警察的调控下未顺利开展。

### 重庆
26日，有1000多人在重庆日本领事馆前示威，当场火烧日本国旗，不让日系轿车进停车场。
整个游行持续了2个多小时，也是重庆自16日以来时间最长的一次游行。新华社主动报道了这次游行示威活动，在肯定学生爱国热情的同时，也提出游行堵塞了交通。在2010年10月份的反日示威中，当时由薄熙来领导的重庆是唯一没有对学生示威行为进行严厉封锁和阻碍的大城市。

## 日本
2010年10月2日，日本全国16个道府县举行抗议活动，其中以田母神俊雄担任会长的“加油日本！全國行動委員會”、草莽全国地方议员会、日本李登輝之友會及日本維吾爾協會共同在东京涉谷举行的抗议活动最为突出，主办方表示参与人数约2700人。示威队伍正式在代代木公园集会，田母神俊雄、柚原正敬（日本李登辉之友会秘书长）、伊尔哈姆·马哈姆提、山田宏、土屋敬之分别发表了讲话，随后示威队伍正式出发，途径涉谷站、表参道站、原宿站，最后折返代代木公园。
10月3日，尖阁诸岛保护执行委员会在冲绳县举行示威活动，主办方表示有1500人参加。
10月16日，加油日本！全国行动委员会在东京都六本木地区举行第二次抗议集会，警方表示大约有2800人参加活动，香港《文汇报》称有约5800人。示威现场大致和平，不过两名疑似在日中国人的青年高举“本土主义”等标语，高喊“帝国主义扩张”的口号，试图阻挡游行，其中有人甚至被警察驱赶。示威活动结束后，部分人再前往中国大使馆进行抗议，最终花了2个小时，抗议活动才算结束。同日，宜野灣市举行“冲绳县民齐聚一堂，共同保护尖阁列岛海域免遭中国侵犯”活动，约700人参加。
10月22日，“保护尖阁诸岛关西执行委员会”在大阪市举行抗议集会，主办方表示约1000人沿着主干道御堂筋游行。针对上述反华抗议示威活动，中华人民共和国外交部发表讲话，要求日本方面保障中国大使馆及领事馆的安全。
10月23日，加油日本！全国行动委员会香川县本部在香川县高松市举行抗议集会，大约有300人参加，人数高于当地一般的示威活动。
10月31日，名古屋继10月2日再次举行抗议活动，约有650人游行。
钓鱼岛列屿中国渔船冲撞录像流出后的11月6日，由加油日本！全國行動委員會主办的“自由与人权亚洲团结集会”在东京日比谷野外音乐堂举行，田母神俊雄、小池百合子、山田宏、西村真悟、班瑪噶波发表演说，抗议中国扩张主义行为及镇压人权，谴责执政党民主党的外交政策。随后游行队伍（主办方称有4500人）沿日比谷、银座、有樂町展开游行。这是该组织在东京举行的第三场有关钓鱼岛的游行集会活动，参加者包括许多以前从未参加过示威活动的学生、家庭主妇，也有全家人一起参加的。随后行动委员会又于12月1日在国会議事堂民主党总部前、12月18日在澀谷与原宿地区举行集会，主题为声讨尖閣諸島問題、“打倒民主党内阁”，约5700人参与游行。

## 各方反应

### 中国大陆
- 中华人民共和国外交部10月16日召开新闻发布会称：“中日两国之间存在一些敏感、复杂的问题，我们主张通过对话加以解决。部分群众对前一阶段日方的某些错误言行表达义愤是可以理解的，但我们主张应依法、理性表达爱国热情，中华人民共和国政府对非理性、违反法规的行为是不赞成的。”[27]
- 為阻止學生遊行反日，多個城市的高校安排學生在星期六日強制補課，又禁止他們周末外出。[28]
- 2010年10月29日在越南河内举行的东亚峰会期间，中華人民共和國外交部部长助理胡正跃表示，由于日方在中日关系上的不正当言行，此次峰会中日领导人将不会有见面活动。[29]
- 有人对此次游行示威中砸毁日企店铺和日产轿车的过激行为持反对态度，认为此举最大的受害者其实是普通老百姓，这种过激民族主义行为与“现代义和团”无异[30]。

### 日本
- 日本首相菅直人10月18号称，对中国大陸爆发的反日游行表示“遗憾”，中日两国有较深战略互惠关系，虽然近期两国关系出现种种问题，但双方都应互相保持冷静。他同时希望中方保证日本人及日系企业的安全。[31]
- 一些被砸的日本驻华企业被迫停业并成立了相关团队，以应对中国大陸的反日游行活动。[32]